# Tipula (Sinotipula) assamensis
Tipula (Sinotipula) assamensis is een tweevleugelige uit de familie langpootmuggen (Tipulidae). De soort komt voor in het Oriëntaals gebied. 
De soort was eerder bekend onder de naam Tipula (Sinotipula) strobliana Alexander, 1971